# Hjalmar Schacht
Horace Greely Hjalmar Schacht (Tinglev, 22 januari 1877 – München, 3 juni 1970) was een Duits econoom van Deense origine, liberaal politicus en president van de Rijksbank in de Republiek van Weimar. Onder het vooroorlogse naziregime diende hij wederom als president van de Rijksbank en als minister van Economische Zaken. Daarom stond hij terecht in Neurenberg, waar hij echter op alle punten werd vrijgesproken.

## Voor de oorlog
In 1916 werd Schacht directeur van de Nationalbank für Deutschland. In 1923 werd hij president-directeur van de Reichsbank (hij bekleedde deze functie tot 1930). hij richtte in die jaren ook de Bank voor Internationale betalingen op, met als doel : Het handhaven van de financiele transacties bij een internationaal conflict. In 1933 werd hij door Adolf Hitler opnieuw aangesteld als president-directeur van de Reichsbank. In 1934 werd Schacht minister van Economische Zaken. Zelf verklaarde hij in deze tijd dat hij een (economisch) sterk Duitsland wilde en daarvoor desnoods bereid was een pact met de duivel te sluiten. Wel nam hij in 1935 afstand van het racisme en antisemitisme van de NSDAP.
Hij kwam na 1936 herhaaldelijk met Hermann Göring in conflict. Göring zette namelijk een vierjarenplan op waarin de nadruk sterk werd gelegd op militaire uitgaven en economische autarkie. Schacht wilde in de eerste plaats de Duitse economie en financiële situatie verbeteren en zag grote militaire uitgaven hierin als een ongewenste kostenpost. Dr. Carl Friedrich Goerdeler was hierin een medestander. Göring was echter partijlid en bovendien een van Hitlers 'Alter Kämpfer'. Hitler was relatief goed bekend met de meeste financiële en economische principes, maar had andere plannen en ambities.  Voor Hitler was de werelddominantie het doel, en de oorlog het middel. De economie stond volledig in dit teken.  De financiering hiervan kon enkel met brutale plunderingen en veroveringen gebeuren.
In 1937 nam Schacht ontslag als minister van EZ en in 1939 als president-directeur. Hij werd in 1939 echter wel aangesteld als minister zonder portefeuille. Dit was voornamelijk een erebaantje hoewel zijn salaris hetzelfde bleef.

## Tijdens de oorlog
In 1943 werd Schacht ontslagen uit alle publieke functies. Rond deze tijd zou Schacht in contact hebben gestaan met samenzweerders die Hitler wilden afzetten, waartoe ook dr. Goerdeler behoorde. Na de aanslag op Hitler in juli 1944 werd Schacht opgepakt (hij was mogelijk betrokken geweest bij de voorbereidingen of had zich positief opgesteld ten opzichte van de plannen van de aanslagplegers). Tot april 1945 verbleef hij in een concentratiekamp. Toen hij te voet werd overgebracht naar Tirol werd de stoet gevangenen in de steek gelaten door de SS-bewakers en op 5 mei bevrijd door de Amerikanen.

## Verdachte in Neurenberg en denazificatie
Nadat hij door de Amerikanen was bevrijd, werd hij opnieuw gearresteerd. Tijdens het Proces van Neurenberg stond hij terecht, maar op 1 oktober 1946 werd hij vrijgesproken. Factoren die hiertoe bijdragen waren dat Schacht zelf geen partijlid was geweest, altijd afstand had genomen van de nazileer, in contact had gestaan met dissidenten, al voor het begin van de oorlog het merendeel van zijn invloed was kwijtgeraakt, en bovendien zelf ruim een jaar in een concentratiekamp gezeten had. De Russische rechter was echter gekant tegen vrijspraak omdat Schachts economische politiek ertoe had bijgedragen dat Duitsland een agressieve aanvalsoorlog kon volgen. Hij kreeg zijn zin niet en Schacht werd vrijgesproken. Te Neurenberg heeft Schacht net als alle andere beklaagden een IQ-test afgelegd. Hij scoorde 143, wat het hoogste was van alle beklaagden.
Enkele dagen na zijn vrijspraak werd Schacht opnieuw gearresteerd, deze keer door de politie van Württemberg-Baden. Hoewel hiertegen sterk werd geprotesteerd, werd hij in 1947 door het denazificatie-gerechtshof te Stuttgart veroordeeld tot 8 jaar werkkamp. In 1948 werd hij in beroep alsnog vrijgesproken en daarna werd hij met rust gelaten.

## Latere leven
In de jaren vijftig stichtte Schacht een handelsbank die hij leidde tot 1963. Ook trad hij op als financieel adviseur van diverse regeringen die met drastische inflatie te kampen hadden, waaronder die van Indonesië en Egypte.

## Lidmaatschapsnummers
- NSDAP-nr.: 3805230[1] (lid geworden januari 1937)

## Onderscheiding
- Gouden Ereteken van de NSDAP op 30 januari 1937[1]